# Kentfield
Kentfield ist ein census-designated place (CDP) in Marin County im US-Bundesstaat Kalifornien mit 6808 Einwohnern (Stand: 2020).

## Geschichte
Im Jahr 1857 kaufte James Ross (1812–1862) das Rancho Punta de Quentin. Ross, ein Schotte, der 1848 aus Australien nach San Francisco gekommen war und sein Vermögen im Spirituosengroßhandel gemacht hatte, richtete einen Handelsposten ein, der Ross Landing genannt wurde. Dampfer kamen den Corte Madera Creek hinauf zur dortigen Anlegestelle. 1871 kaufte Albert Emmett Kent das Land vom Ross-Anwesen. Kent baute ein Anwesen mit dem Namen Tamalpais, der sich später auf den nahegelegenen Bahnhof bezog. Albert Emmett Kents Sohn, William Kent, war ein US-Kongressabgeordneter, Philanthrop und Gründer von Muir Woods.
Der Name des Bahnhofs wurde in den 1890er Jahren in Kent und schließlich mit der Eröffnung des ersten Postamtes im Jahr 1905 in Kentfield geändert.

## Demografie
Nach der Volkszählung von 2010 leben in Kentfield 6485 Menschen. Die Bevölkerung teilt sich 2019 auf in 88,3 % nicht-hispanische Weiße, 4,0 % Afroamerikaner, 0,1 % amerikanische Ureinwohner, 3,4 % Asiaten, 0,1 % Ozeanier 0,2 % Sonstige und 2,7 % mit zwei oder mehr Ethnizitäten. Hispanics oder Latinos machten 4,6 % der Bevölkerung aus. Das mittlere Haushaltseinkommen lag bei über 200.000 US-Dollar und die Armutsquote bei 4,8 %.